# Партия единства Мон
«Партия единства Мон» (бирм. မွန်ညီညွတ်ရေးပါတီ; сокр. ПЕМ) — политическая партия в Мьянме, образованная в результате слияния «Демократической партии всего региона Мон» и «Национальной партии Мон». Она насчитывает около 100 000 членов и имеет филиалы в Янгоне, штате Карен, Танинтайи и Пегу.

## История
В декабре 2018 года лидеры «Демократической партии всего региона Мон» и «Национальной партии Мон», а также другие заинтересованные политики региона подали в избирательную комиссию Мьянмы петицию о создании новой партии — «Партия единства Мон», которая в итоге была официально зарегистрирована 11 июля 2019 года.

## Структура
В Центральный Комитет «Партии единства Мон» входят 140 членов, в том числе 59 членов Центрального Исполнительного Комитета, четыре председателя и шесть секретариатов.

## Участие в выборах
| Выборы | Число мест                                                         | Примечание |
| ------ | ------------------------------------------------------------------ | --- |
| 1990   | 5 из 492 (Палата представителей)                                   | Участие в выборах принимала как «Национально-демократический фронт Мон»                                                                                        |
| 2010   | 3 из 440 (Палата представителей) 4 из 224 (Палата национальностей) | Участие в выборах принимала как «Демократическая партия всего региона Мон»                                                                                     |
| 2015   | 0 из 440 (Палата представителей) 1 из 224 (Палата национальностей) | Участие в выборах принимали «Демократическая партия всего региона Мон» и «Национальная партия Мон», где последняя получила одно место в Палате национальностей |
| 2020   | 2 из 440 (Палата представителей) 3 из 224 (Палата национальностей) | Результаты выборов были отменены в ходе военного переворота |